# 田川伊田駅
田川伊田駅（たがわいたえき）は、福岡県田川市大字伊田にある、九州旅客鉄道（JR九州）・平成筑豊鉄道の駅である。
JR九州の日田彦山線と、平成筑豊鉄道の伊田線、田川線の3路線が乗り入れている。平成筑豊鉄道の2路線はいずれも当駅が終点である。JR九州には「JI13」、平成筑豊鉄道には「HC15」の駅番号が設定されている。
平成筑豊鉄道の駅についてはディスカウントストア「MrMax」を運営する株式会社ミスターマックスがネーミングライツを取得し、2009年4月1日より愛称付きの駅名がMrMax田川伊田駅となっている。

## 歴史

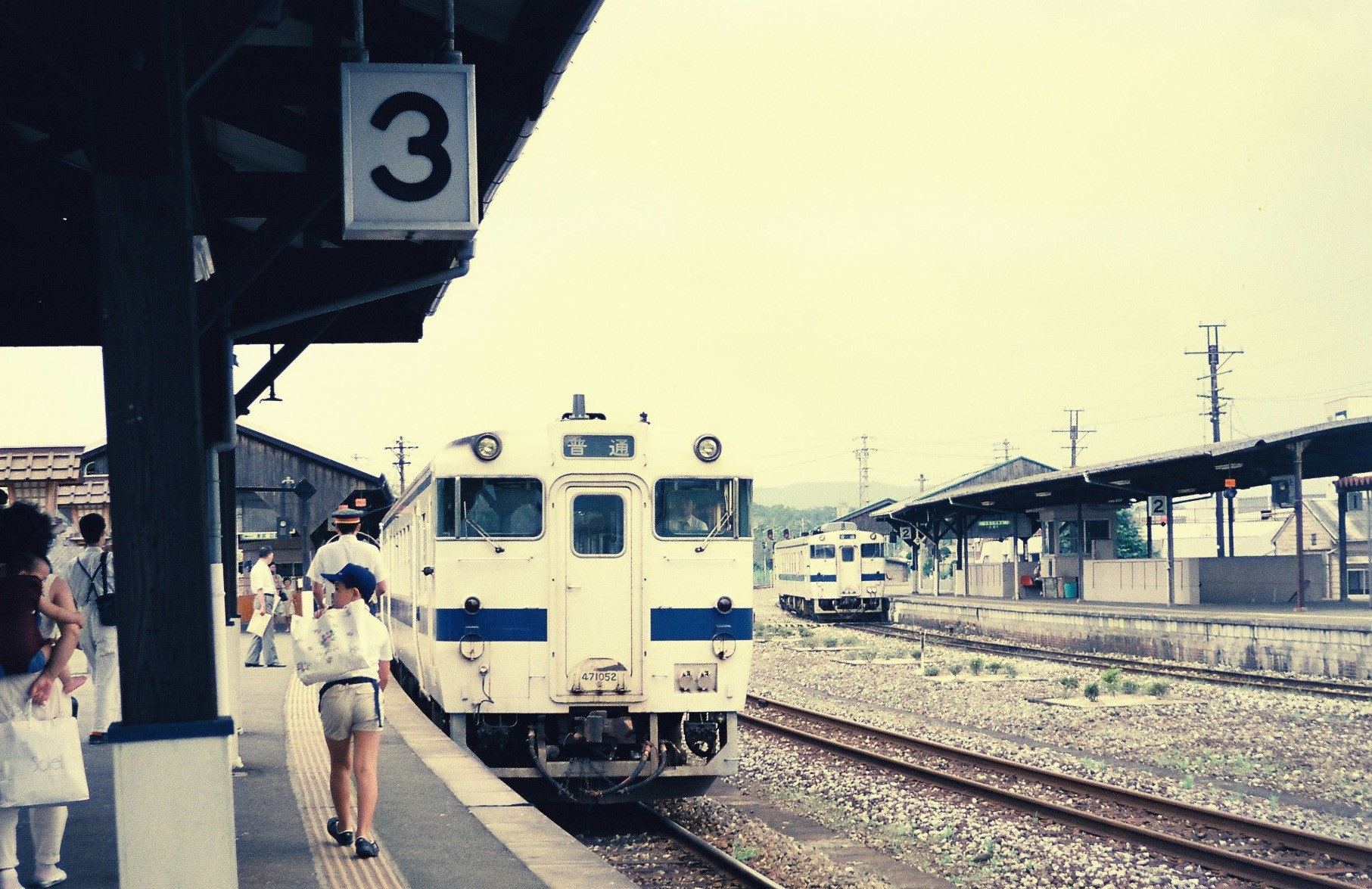
JR九州時代の田川線・行橋行きキハ47（1987年）

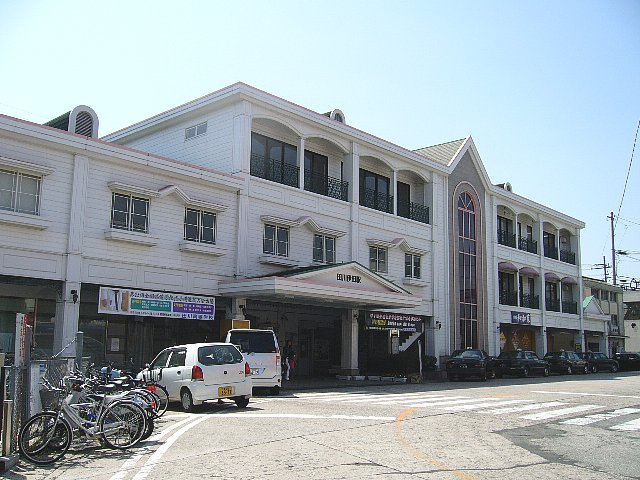
2019年リニューアル前の駅舎

- 1895年（明治28年）8月15日：豊州鉄道 (初代) 行橋・当駅間（後の田川線）開業にともない、伊田駅（いたえき[2]）として開設[1][3]。一般駅。
- 1896年（明治29年）2月5日：豊州鉄道の当駅・後藤寺間が開業[3]。
- 1899年（明治32年）3月25日：豊州鉄道の直方・当駅間（後の伊田線）が開業[3]。
- 1901年（明治34年）9月3日：豊州鉄道を九州鉄道 (初代) が合併[4]。
- 1907年（明治40年）7月1日：九州鉄道が国有化され帝国鉄道庁が所管[5]。
- 1957年（昭和32年）10月1日：香春・当駅間の短絡線（日田線）が開業[3]。
- 1971年（昭和46年）3月24日：橋はかり廃止。
- 1971年（昭和46年）10月20日：貨物取り扱い廃止。
- 1982年（昭和57年）11月3日：田川伊田駅に改称[1][3]。
- 1984年（昭和59年）
  - 2月1日：荷物取り扱い廃止。
  - 2月15日：日田彦山線・久大本線のポイントを操作するCTCセンター設置[3]。
- 1987年（昭和62年）4月1日：国鉄分割民営化によりJR九州が継承[6]。
- 1989年（平成元年）10月1日：田川線と伊田線が平成筑豊鉄道に転換[7]。
- 1990年（平成2年）3月20日：新駅ビル（3階建て）が完成[8]。
- 2009年（平成21年）4月1日：平成筑豊鉄道の駅にネーミングライツにより「MrMax」の愛称が付く[9][10]。
- 2016年（平成28年）：田川市がJR九州より駅舎を購入。
- 2019年 (令和元年) 
  - 9月17日：田川伊田駅舎ホテルがグランドオープン。
  - 10月1日：平成筑豊鉄道全線において駅ナンバリング導入
- 2022年（令和4年）3月11日：この日を以ってみどりの窓口の営業を終了[11]。

## 駅構造
島式ホーム2面4線を有する地上駅。駅本屋側ホーム（1・2番線）は平成筑豊鉄道が使用し、もう一方のホーム（3・4番線）はJRが使用する。両者の線路はつながっている（田川伊田駅から上伊田駅手前の分岐点までは平成筑豊鉄道田川線とJR日田彦山線の共用区間である）。改札は（隣り合ってはいるが）別々に設置されており、ホームへは地下通路（線路は築堤上にあるため、通路自体は地平レベル）を通っていく。平成筑豊鉄道・JR九州ともにホームへは階段のみでエレベーターが無く、車椅子非対応である。
JRの駅はJR九州サービスサポートが駅業務を行う業務委託駅である。きっぷ売り場が設置されている。
駅舎は1990年にJR九州が建設した鉄骨造3階建てのもので、レトロ調の外観で建てられた。その後、2016年に田川市がJR九州より駅舎を購入したのちに田川伊田駅舎ホテルおよび田川伊田駅舎 鉄板焼き 神様の宝石でできた料理店「ジャムと球根とフラワーと。」が開業している。

### のりば
| 事業者       | のりば | 路線       | 方向 | 行先                 | 備考          |
| ------------ | ------ | ---------- | ---- | -------------------- | ------------- |
| 平成筑豊鉄道 | 1・2   | ■田川線    | -    | 犀川・行橋方面       |               |
| 平成筑豊鉄道 | 1・2   | ■伊田線    | -    | 金田・直方方面       |               |
| JR九州       | 3      | 日田彦山線 | 上り | 小倉方面             |               |
| JR九州       | 4      | 日田彦山線 | 下り | 田川後藤寺・添田方面 | 一部3番のりば |

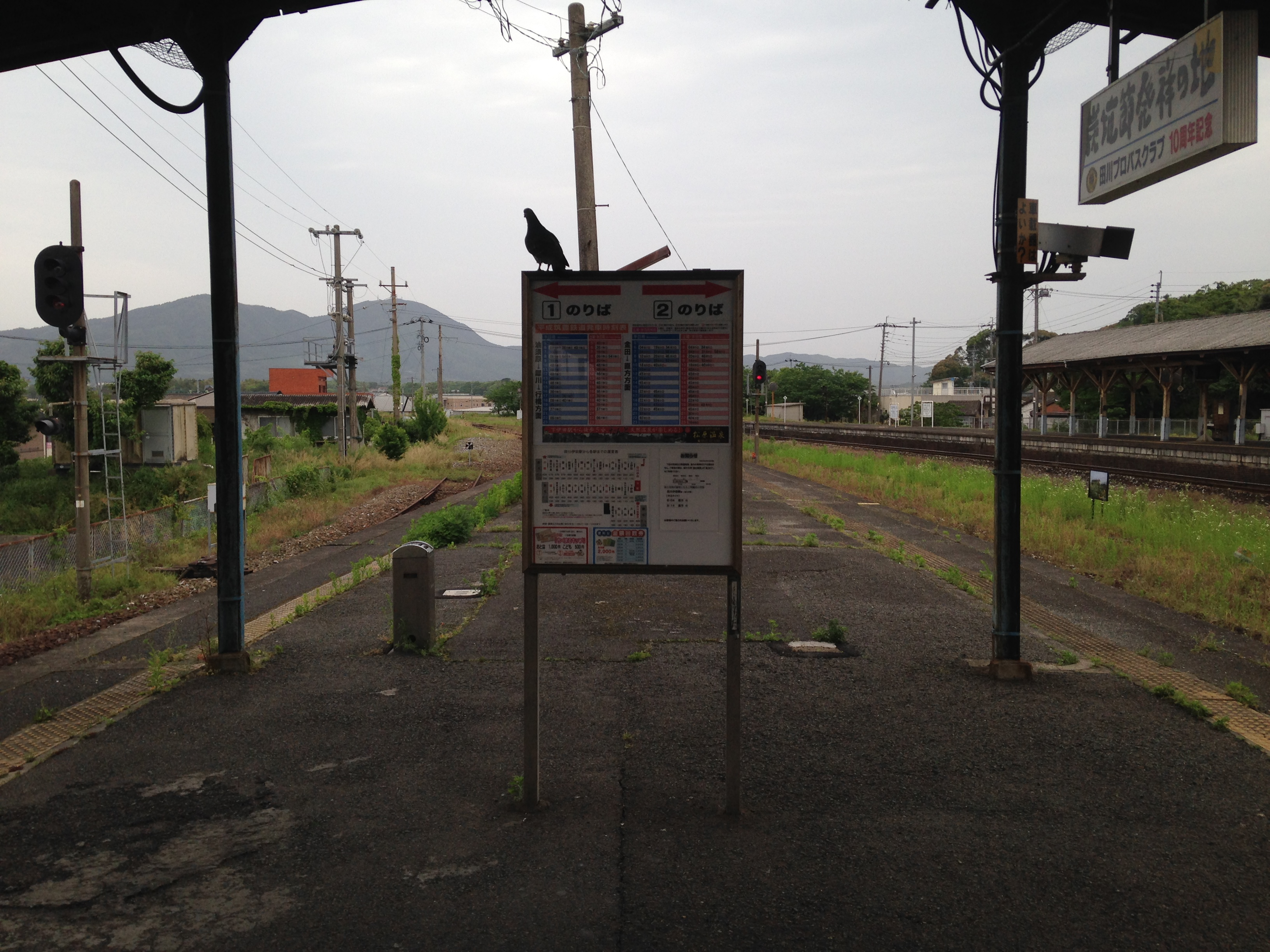
1・2番のりば（平成筑豊鉄道）
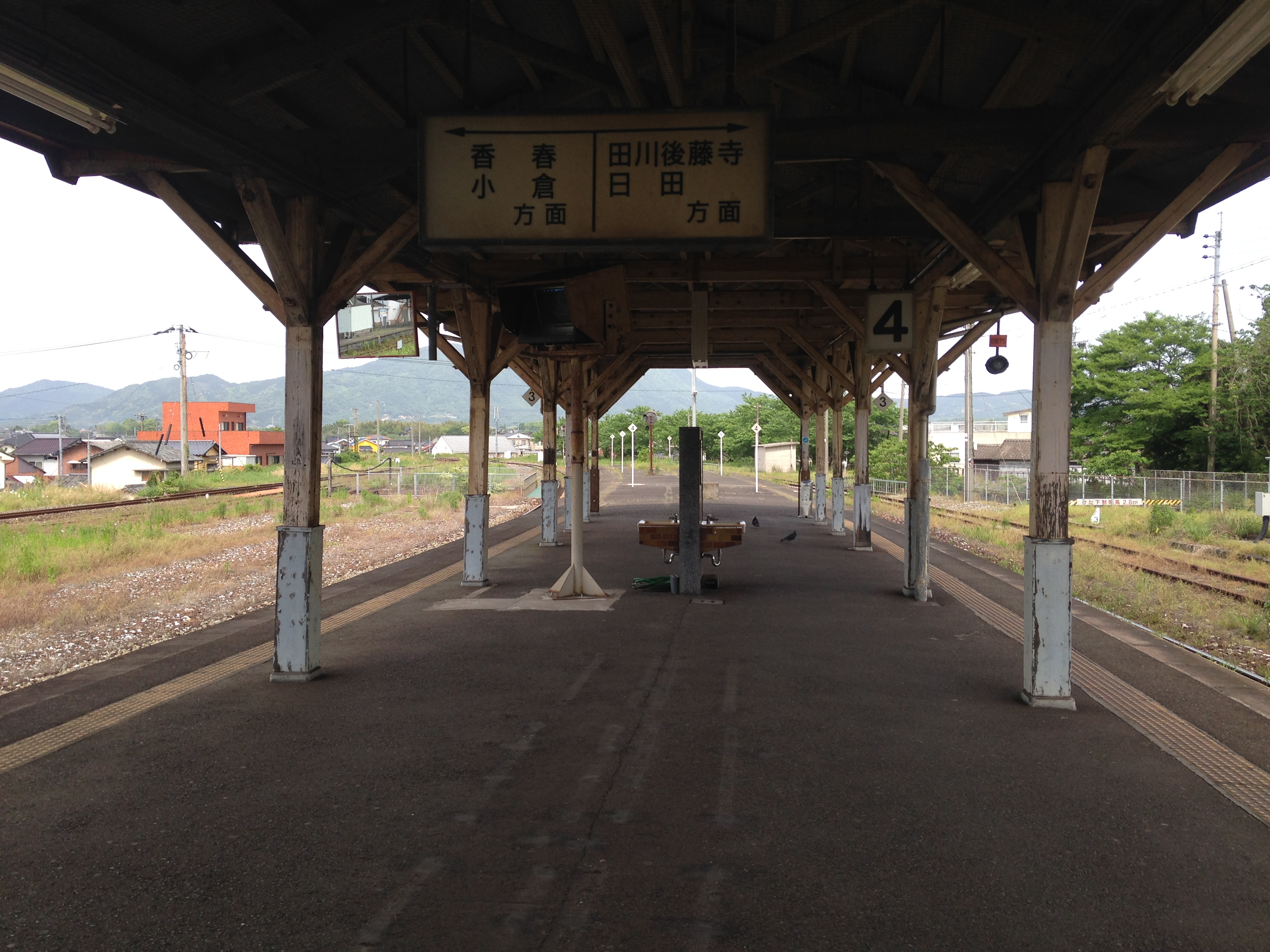
3・4番のりば（JR九州線）
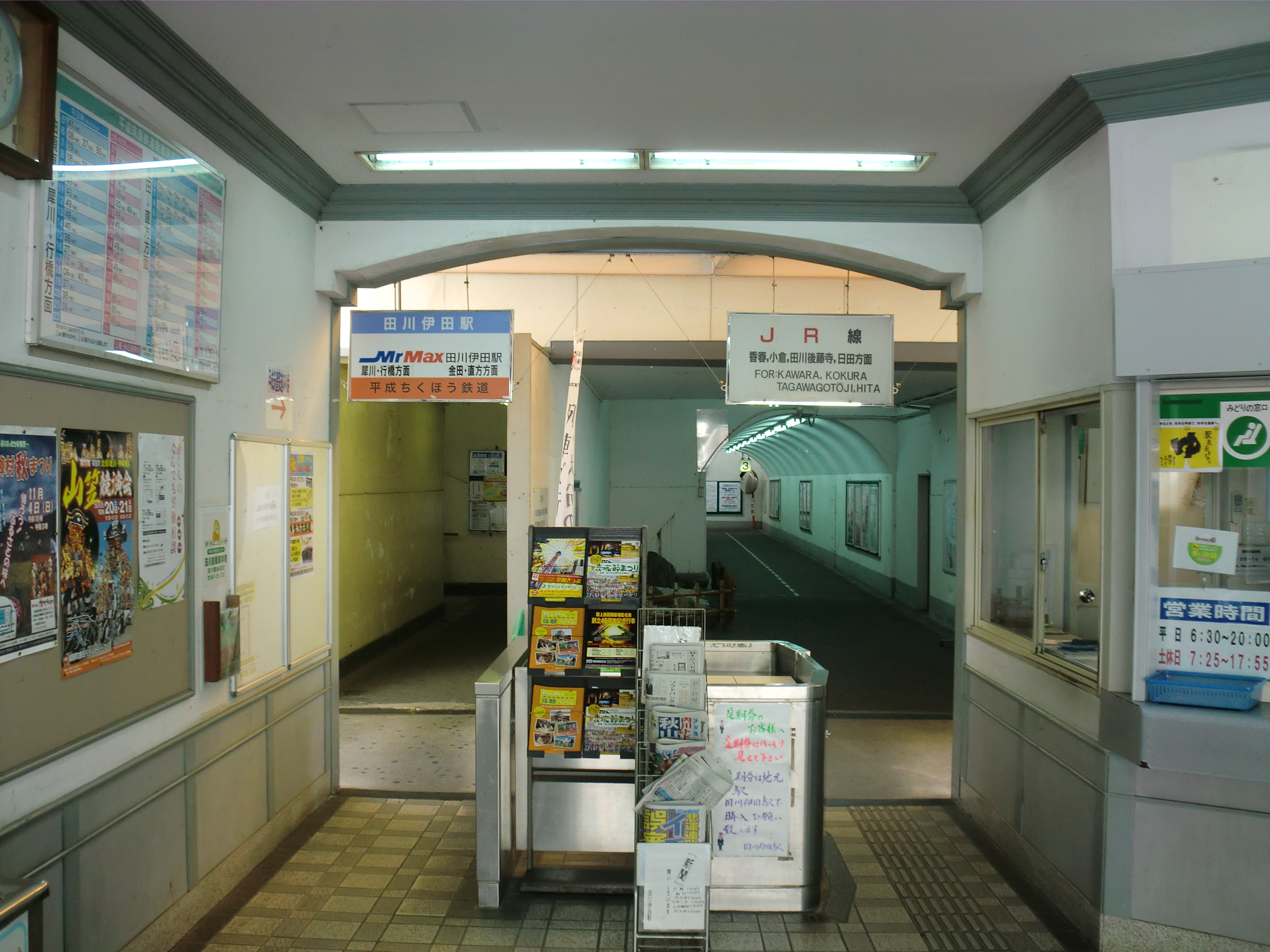
改札口（左：平成筑豊鉄道、右：JR九州線）

## 利用状況
JR九州 - 2019年度の1日平均乗車人員は643人である。

平成筑豊鉄道 - 2019年度の1日平均乗降人員は802人である。
| 年度   | JR九州           | 平成筑豊鉄道     |
| 年度   | 1日平均 乗車人員 | 1日平均 乗降人員 |
| ------ | ---------------- | ---------------- |
| 2008年 | 非 公 表         | 1,170            |
| 2009年 | 非 公 表         | 1,022            |
| 2010年 | 非 公 表         | 998              |
| 2011年 | 非 公 表         | 1,014            |
| 2012年 | 非 公 表         | 982              |
| 2013年 | 非 公 表         | 960              |
| 2014年 | 非 公 表         | 886              |
| 2015年 | 非 公 表         | 892              |
| 2016年 | 666              | 848              |
| 2017年 | 665              | 874              |
| 2018年 | 667              | 762              |
| 2019年 | 643              | 802              |

## 駅周辺
- 田川伊田駅舎ホテル
- 朝日家

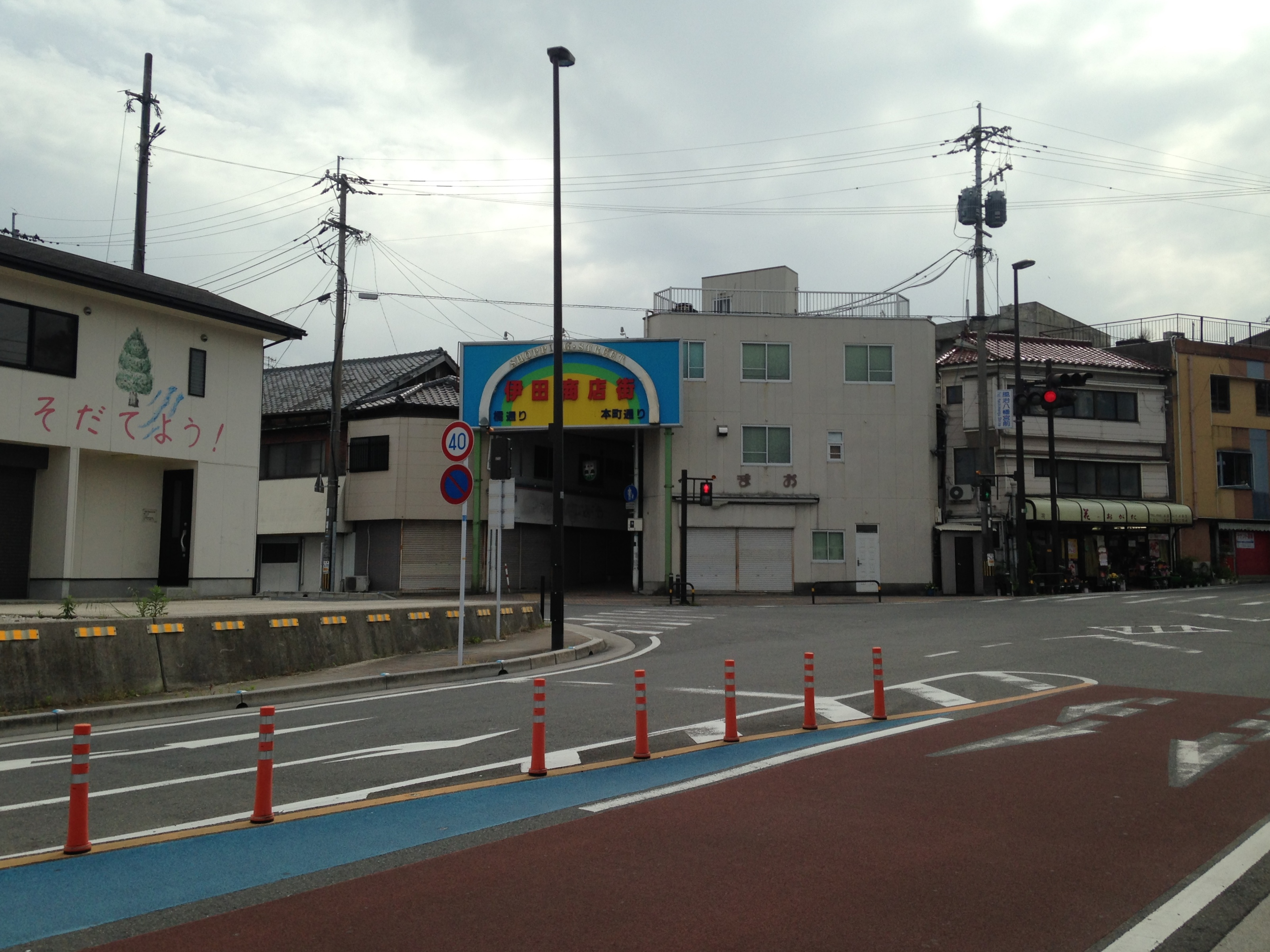
伊田商店街
- 福岡銀行伊田支店
- 西日本シティ銀行東田川支店
- 日本郵便伊田郵便局
- 田川信用金庫本店・東支店
- 田川農業協同組合本所・伊田支所
- ベスト電器田川店
- 田川市立田川小学校
- 田川市立鎮西小学校
- 田川市立鎮西中学校
- 田川市立伊田小学校
- 福岡県立東鷹高等学校
- 福智高等学校
- 田川市美術館
- 田川市石炭・歴史博物館
- 福岡県田川警察署 魚町交番
- 医療法人鷹ノ羽会 村上外科病院
- 高瀬耳鼻咽喉科医院
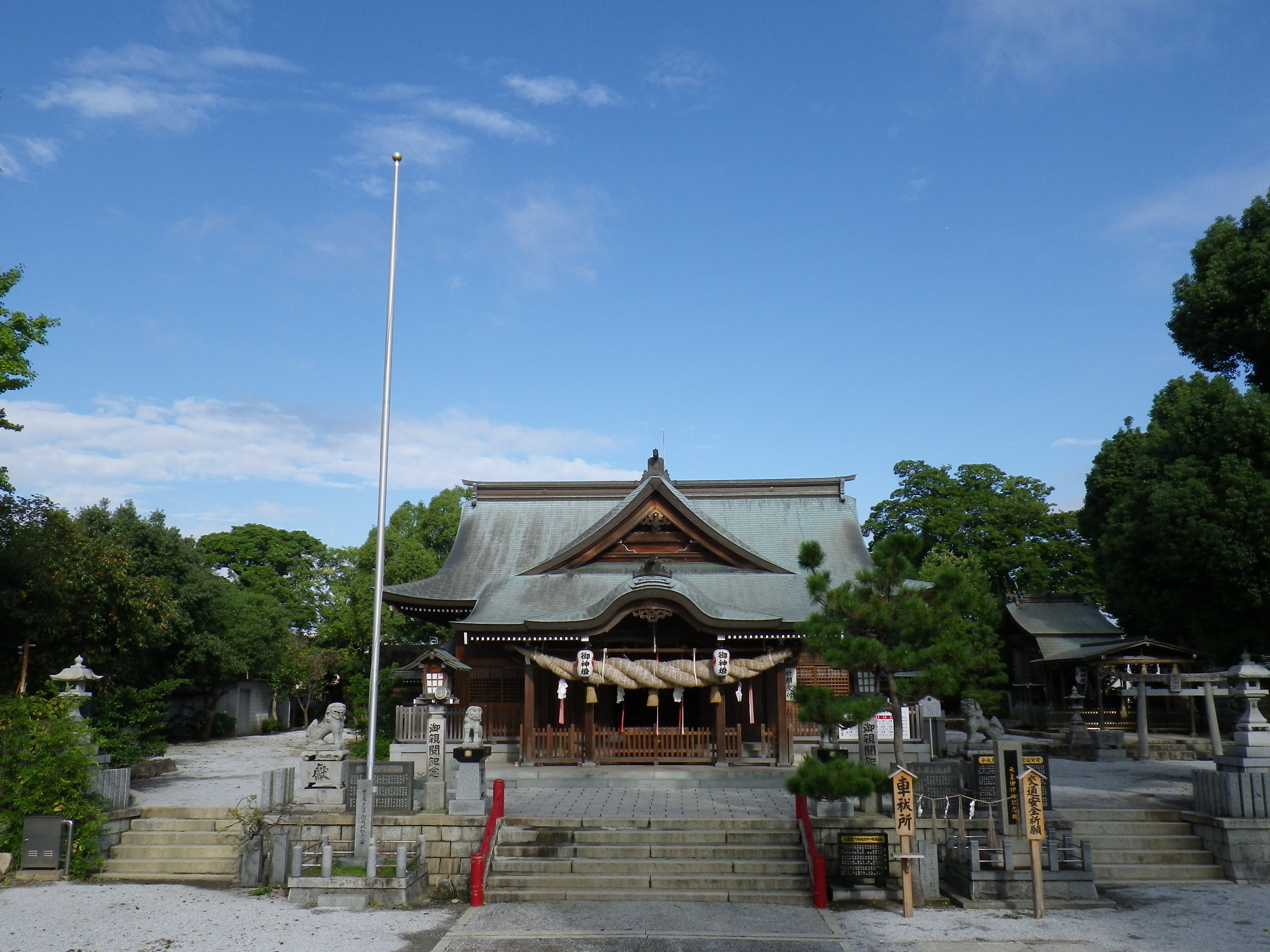
風治八幡宮
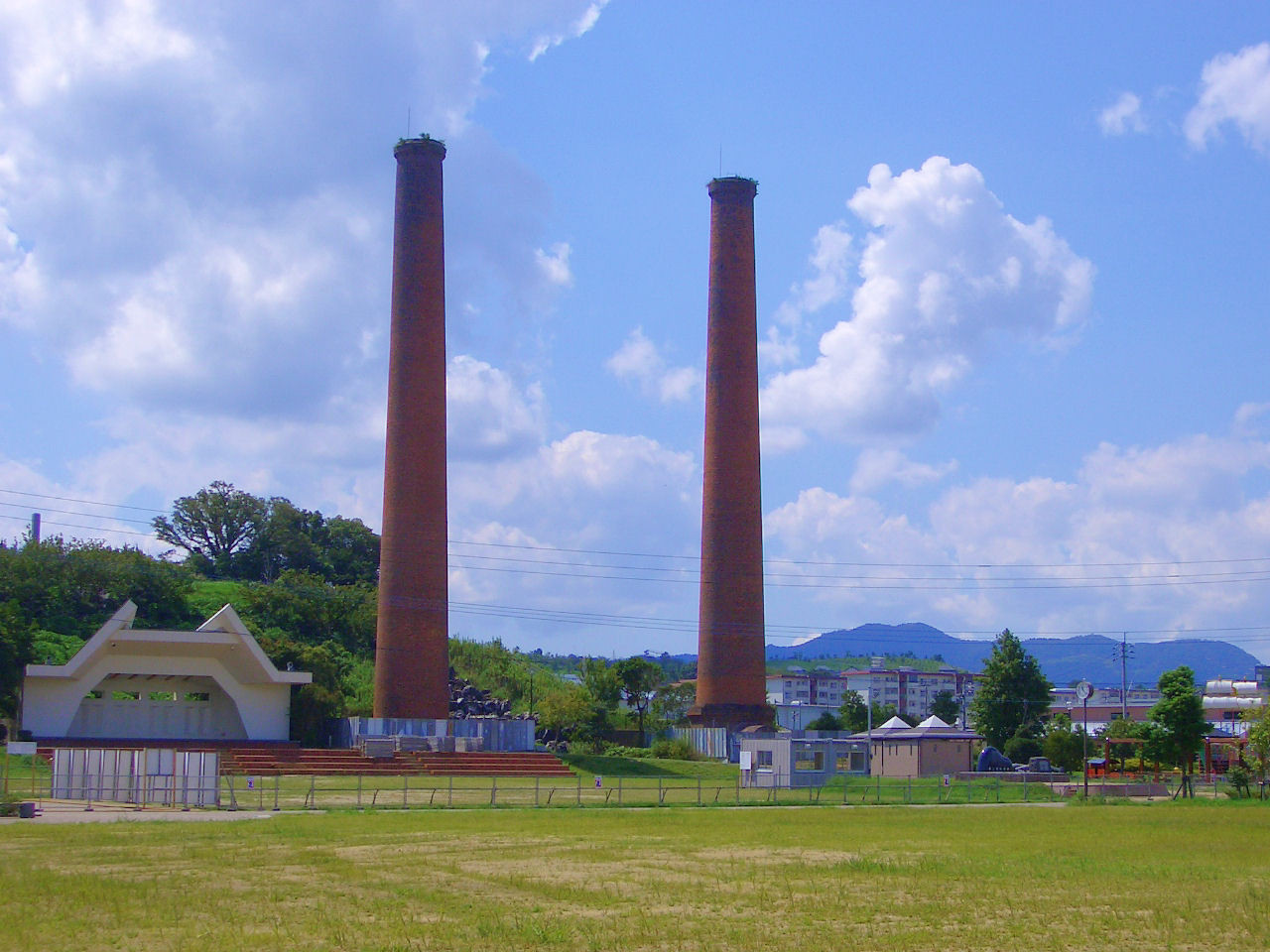
石炭記念公園

- 鎮西団地
- 白鳥大明神（駅裏）
- 福岡県道41号伊田停車場線
- 福岡県道204号田川犀川線

- 伊田商店街
- 風治八幡宮
- 石炭記念公園

### バス路線
駅前には田川市と香春町・福岡市を結ぶ西鉄バス（西鉄バス筑豊）、田川市内を結ぶ田川市コミュニティバス、田川伊田駅と大任町各地を結ぶ大任町コミュニティバスが発着する。
なお、田川市が進める田川伊田駅整備事業の一環として駅前ロータリーも整備され、駅周辺に分散していた各バス事業者の駅前バス停留所は2021年内に駅前ロータリー内に移設・集約された。
- 西鉄バス（西鉄バス筑豊）※2023年10月以降は特急のみの発着である。
  - 特急：福岡県立大学 → 香春町役場
  - 特急：田川市役所 → 西鉄後藤寺 → 庄内鳥羽 → 新飯塚駅 → 飯塚バスターミナル → 卸商団地 → 堀池（飯塚市） → 篠栗北 → 西鉄天神高速バスターミナル
- 田川市コミュニティバス
  - まちなか循環線（右回り）：鎮西団地 → 後藤寺西団地 → 田川後藤寺駅前 → 社会保険田川病院
  - まちなか循環線（左回り）：田川市立病院 → 田川市役所玄関前 → 後藤寺西団地 → 田川後藤寺駅前 → 上ノ山団地
  - 伊加利線（右回り・左回り）：伊加利・平原・城山団地・県営中央団地方面
  - 弓削田・金川地区：県立大学 → 金川農協 → 田川市立病院 → 弓削田 → 田川後藤寺駅前 → 社会保険田川病院
  - 弓削田・金川地区（上伊田地区、右回り・左回り）：古賀町・上伊田駅・鎮西公園前方面
- 大任町コミュニティバス：大任町内

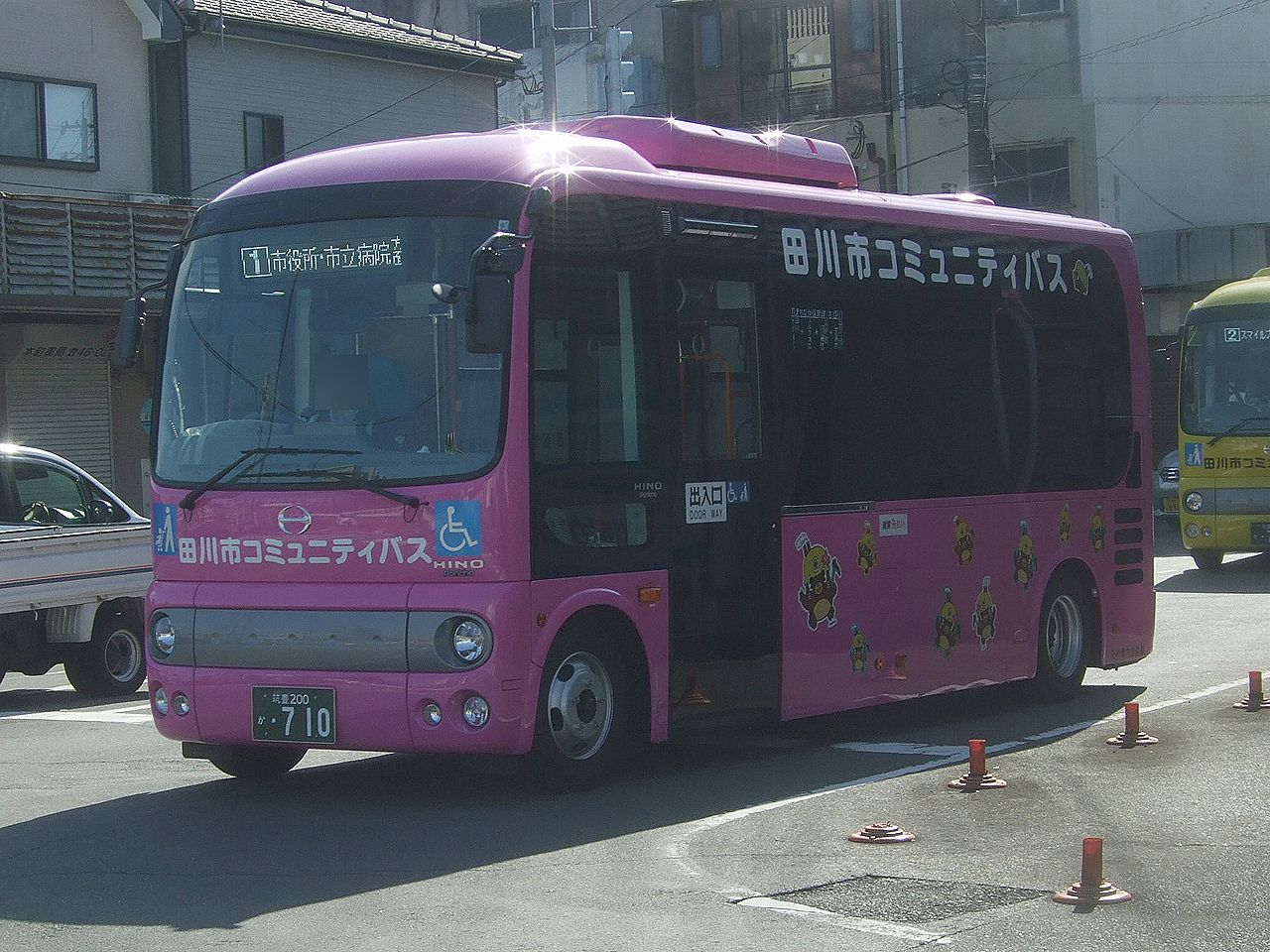
田川市コミュニティバス（まちなか循環線）
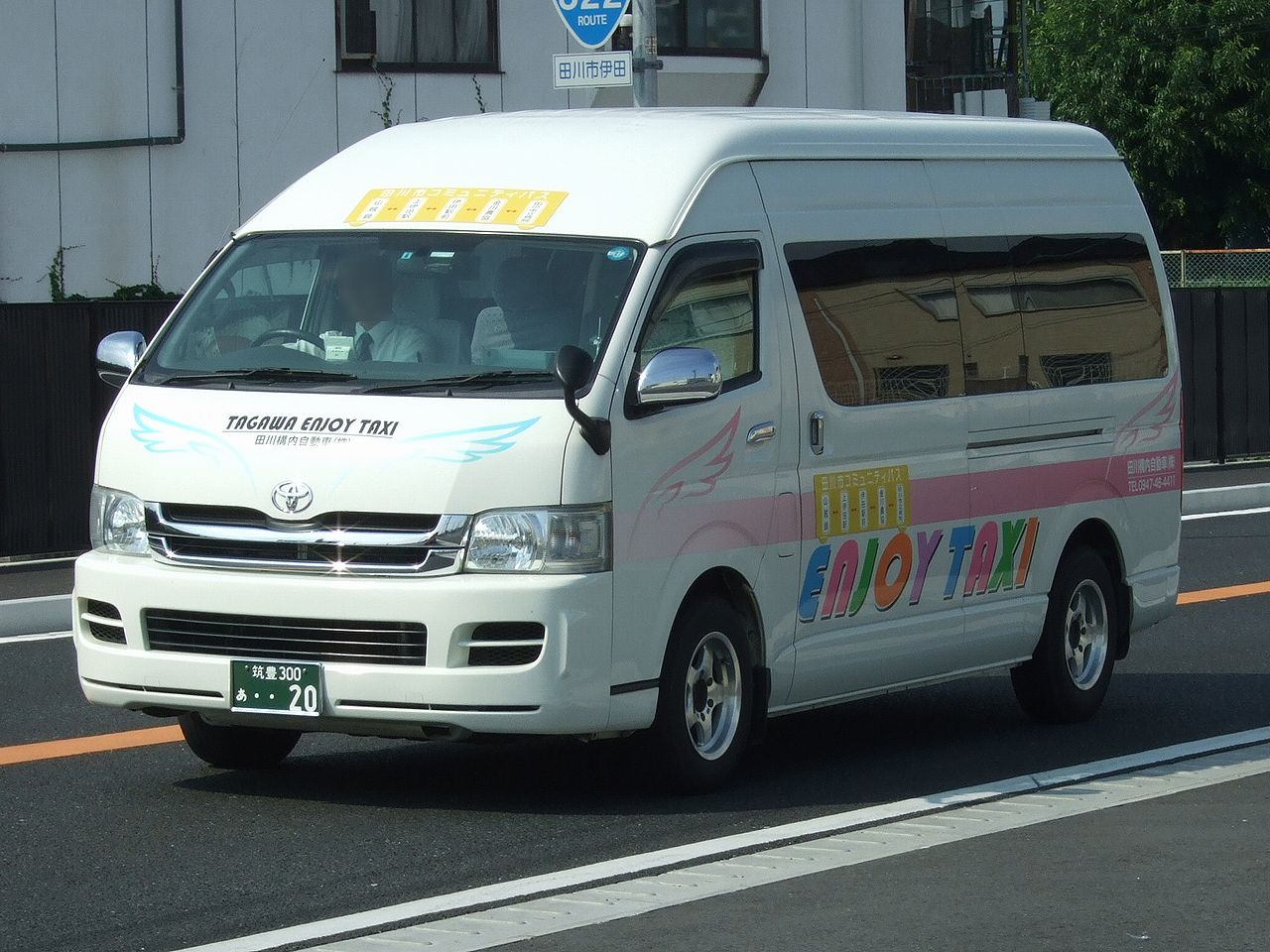
田川市コミュニティバス（鎮西・金川線で使用される車両）

## 駅名について

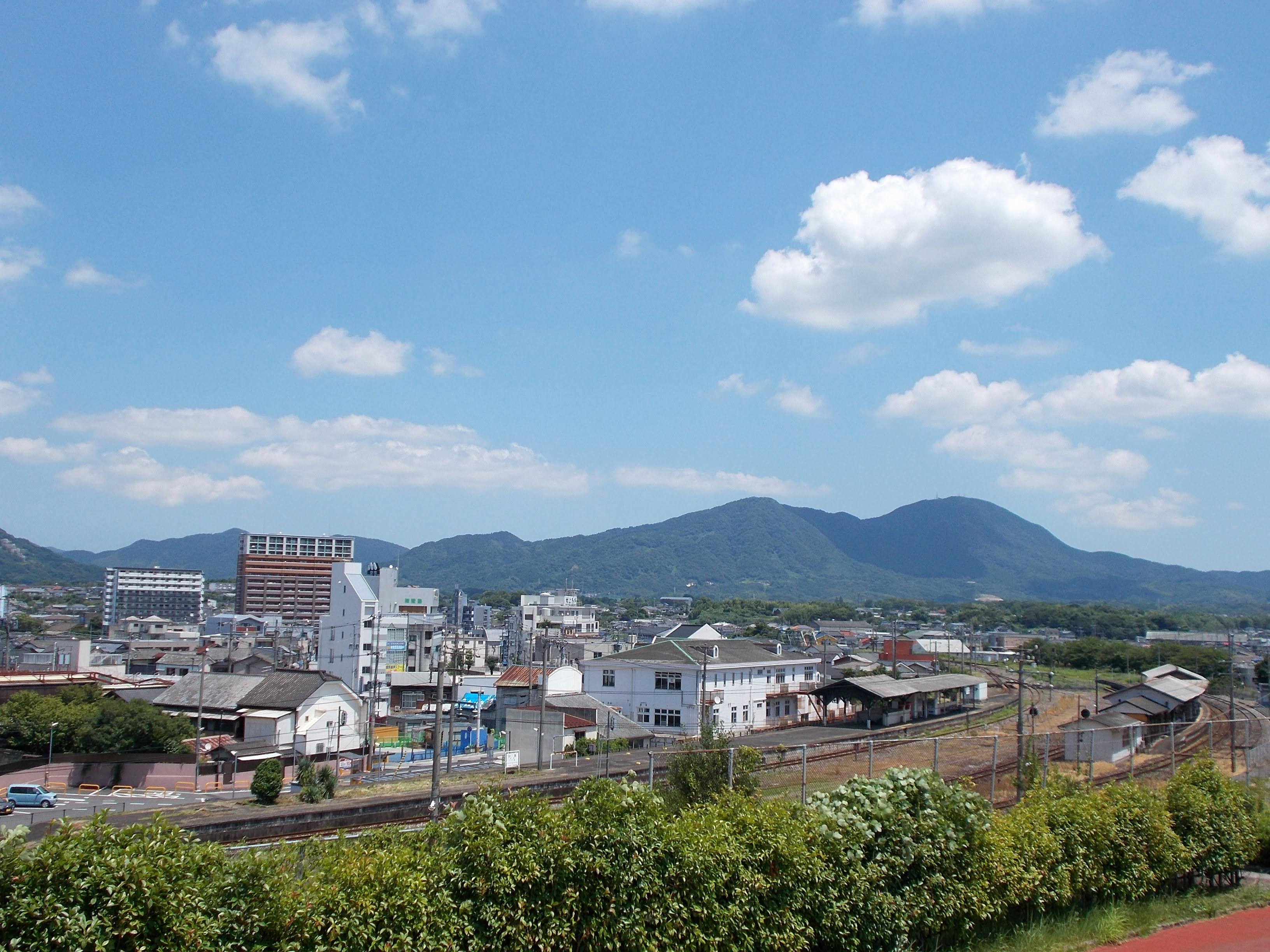
田川伊田駅と田川市街（伊田地区）

田川市は、昔の伊田町と後藤寺町が合併して発足した市である。市制施行以前から伊田町の中心駅「伊田駅」、同じく後藤寺町の中心駅「後藤寺駅」が存在していた。
その歴史の経緯から市制施行以後も田川市の中心地は伊田地区、後藤寺地区に二分されたままであり、市の中心駅も伊田駅と後藤寺駅の両方という扱いのため、外部のものには「どちらが中心駅か分からない」「田川市の駅なのに田川を名乗らないのは分かりにくい」という意見が絶えなかった。そのため、中心駅として伊田駅か後藤寺駅のどちらかを 「田川駅」にしようという案が浮上。伊田、後藤寺双方の地元商店街を巻き込んで、どちらが田川駅と名乗るか大論争に発展した。
最終的に田川市民にアンケートを取り、様々な検討を重ねて、伊田、後藤寺の両駅名の頭に「田川」の二文字を付けることが決まり 現在の名前に落ち着いた。地元では現在でも「伊田駅」「後藤寺駅」のように、頭の「田川」を省いて言うことが多い。

## JR田川伊田駅舎改修事業
現駅ビルは1990年に完成した3階建て鉄骨造の洋風建築であり、JR九州初の直営駅ビルである。旧駅舎のイメージを踏襲したレトロ調で開業時には「Mu（ミュー）」の愛称で1階は「コミュニティフロア」として駅施設のほか銀行やNTTが入居・2階は「飲食フロア」・3階は「カルチャーフロア」として合計8社のテナントが入居していたが、2010年度までにすべて撤退した。田川市は「田川伊田駅周辺地区都市再生整備事業」の一環として、JR九州から駅ビルを購入し街づくりの拠点として再整備する計画を進行している。田川市の平成26年度（2014年度）予算に、駅舎購入費として1000万円が計上されている。当初は市民アンケートをもとにコンビニなどの市民の要望に沿った施設の入居を検討していたが、当時の市長の度重なる方針転換により計画は迷走し、当初の計画は頓挫した。その後市長が変わり、新市政のもとで計画が進行されることになった。2016～18年度にエレベーターの設置や老朽化した屋根・外壁改修などの設計・工事を予定し、併せて駅前広場や周辺道路の整備も予定している。
駅舎の改修は、運営を市から委託された企業が行っているが、資金不足のため直営店舗などの開業が遅れ始めた。2019年5月28日、市長は記者会見にて全面開業の目途が立っていないことを認めている。その後同年9月に駅舎ホテル・鉄板焼き料理店が、12月にうどん店・パン店が開業し空き店舗が解消されている。

## 隣の駅
九州旅客鉄道（JR九州）
 日田彦山線
■快速（上り1本のみ運転）・ ■普通
一本松駅 (JI12) - 田川伊田駅 (JI13) - 田川後藤寺駅 (JI14)
平成筑豊鉄道
■伊田線 
下伊田駅 (HC14)  - 田川伊田駅 (HC15) 
■田川線
上伊田駅 (HC16)  - 田川伊田駅 (HC15) 